# 西林站
西林站，位于中华人民共和国黑龙江省伊春市金林区西林镇，是南乌铁路上的火车站，建于1943年，由哈尔滨铁路局管辖。
车站设到发线4条、调车线1条，并设基本站台一座；车站货场设货物线1条，另有3条铁路专用线与车站接轨。

## 車站周邊
- 西林小学
- 伊春市公安局西林公安分局
- 西林区人民法院